# Belver de Cinca
Belver de Cinca (Belber d'a Zinca em aragonês) é um município da Espanha na província de Huesca, comunidade autónoma de Aragão, de área 82,63 km² com população de 1319 habitantes (2007) e densidade populacional de 15,96 hab./km².

## Demografia
| Variação demográfica do município entre 1991 e 2004 | Variação demográfica do município entre 1991 e 2004 | Variação demográfica do município entre 1991 e 2004 | Variação demográfica do município entre 1991 e 2004 |
| --------------------------------------------------- | --------------------------------------------------- | --------------------------------------------------- | --------------------------------------------------- |
| 1991                                                | 1996                                                | 2001                                                | 2004                                                |
| 1527                                                | 1406                                                | 1317                                                | 1375                                                |